# 哈特曼 (阿肯色州)
哈特曼（英語：Hartman）是一個位於美國阿肯色州約翰遜縣的城市。

## 地理
哈特曼的座標為35°25′54″N 93°37′01″W / 35.43167°N 93.61694°W，而該地的平均海拔高度為118米（即387英尺）。

## 人口
根據2020年美國人口普查的數據，哈特曼的面積為4.15平方千米，當中陸地面積為4.09平方千米，而水域面積為0.06平方千米。當地共有人口516人，而人口密度為每平方千米147人。